# Wayne Smith (cestista)
Wayne Smith (Bakersfield, 20 gennaio 1955) è un ex cestista statunitense, professionista in Italia e in Francia.

## Carriera
È stato selezionato dai Phoenix Suns al quarto giro del Draft NBA 1978 (88ª scelta assoluta).
Con gli Stati Uniti ha disputato i Campionati mondiali del 1978.